# 10679 Chankaochang
10679 Chankaochang este o planetă minoră (asteroid), cu un diametru de 7,007 km, din centura de asteroizi. A fost descoperită pe 25 iunie 1979 la Observatorul Siding Spring de Eleanor F. Helin. 
Obiectul prezintă o orbită caracterizată de o semiaxă mare de 2,9968436 UAi, o excentricitate de 0,05, o înclinație de 11,29198 ° în raport cu ecliptica.